# Tegaldatar
Tegaldatar is een bestuurslaag in het regentschap Purwakarta van de provincie West-Java, Indonesië. Tegaldatar telt 5595 inwoners (volkstelling 2010).